# Krčenik
Krčenik – wieś w Chorwacji, w żupanii osijecko-barańskiej, w gminie Podravska Moslavina. W 2011 roku liczyła 334 mieszkańców.